# Javon Bullard
Javon Mascellus Bullard (Eatonton, 5 settembre 2002) è un giocatore di football americano statunitense che milita nel ruolo di safety per i Green Bay Packers della National Football League (NFL).

## Carriera universitaria
Nella sua prima stagione a Georgia nel 2021, Bullard dispute 14 partite.  Contro Charleston Southern guidò la squadra con 6 tackle. La sua annata si chiuse con 12 placcaggi.
Nel 2022, Bullard partì come titolare nelle prime due gare, facendo registrare 4 tackle e un passaggio deviato. Il 26 settembre 2022 fu arrestato per guida in stato di ebbrezza. Per tale motivo fu sospeso per la partita contro Auburn. Contro Florida mise a segno un nuovo primate personale di 8 placcaggi. Contro l’imbattuta Tennessee, Bullard mise a referto 7 placcaggi e 2 sack nella vittoria per 27–13. La settimana successiva fu costretto a uscire per un infortunio alla gamba ma fece ritorno nella gara contro Kentucky. Nel Peach Bowl Bullard mise a segno un colpo su Marvin Harrison Jr. che costrinse l’avversario a lasciare la gara. Georgia vinse per 42–41 e Bullard fu nominato miglior giocatore difensivo della gara. Nella finale di campionato fece registrare 2 intercetti e un fumble recuperato, prima di uscire per un infortunio a una spalla. Ancora una volta fu premiato come miglior difensore della gara, con i Bulldogs che conquistarono il secondo titolo nazionale consecutivo.
Nella stagione 2023, Bullard totalizzò 55 tackle e 2 intercetti, venendo inserito nella seconda formazione ideale della Southeastern Conference, prima di annunciare la sua intenzione di passare tra i professionisti il 31 dicembre 2023.

## Carriera professionistica

### Green Bay Packers
Bullard fu scelto nel corso del secondo giro (58º assoluto) del Draft NFL 2024 dai Green Bay Packers. Debuttò come professionista partendo come titolare e mettendo a segno 11 placcaggi nella sconfitta contro i Philadelphia Eagles per 34-29 alla Corinthias Arena di San Paolo, in Brasile. La sua prima stagione si chiuse con 90 tackle in 15 presenze, di cui 11 come titolare.